# Championnat du Portugal de football de deuxième division 2019-2020
Navigation
Saison précédente Saison suivante
La saison 2019–2020 du Championnat du Portugal de football D2, ou Ledman LigaPro, est la 30e édition du championnat de deuxième division professionnelle portugaise.
Dix-huit équipes s'affrontent selon le principe des matches aller et retour au fil de trente-quatre journées. À l'issue de la saison, le champion et son dauphin sont directement promus en Liga NOS. Les équipes terminant à la 17e et 18e place sont reléguées en Campeonato de Portugal Prio (D3). À noter que les équipes réserves (ou "B") ne sont pas éligibles à la promotion en division supérieure.
La saison est marquée par la suspension puis par l'arrêt définitif du championnat après vingt-quatre journées disputées, à cause de la pandémie de Covid-19.

## Pandémie de Covid-19
Le 12 mars, la Ligue Portugaise de Football Professionnel annonce la suspension de toutes les rencontres de Liga NOS et LigaPro pour une durée indéterminée dû à la pandémie de Covid-19.
Le 30 avril, le gouvernement portugais annonce l'arrêt définitif de cette édition 2019-2020 de Ledman LigaPro.
Le 02 mai, la Fédération Portugaise de Football annonce avoir définitivement mis un terme à l'édition 2019-2020 du championnat de troisième division (Campeonato de Portugal) et précise que le FC Vizela et le FC Arouca - étant les deux équipes qui comptabilisaient le plus de points au moment de la suspension du championnat - sont promus pour la prochaine édition de la Ledman LigaPro.
Le 05 mai, la Ligue Portugaise de Football Professionnel annonce la promotion pour la prochaine édition de Liga NOS des deux équipes occupant les places de promotion au moment de la suspension du championnat (CD Nacional et SC Farense) ainsi que la relégation, sur le même critère, de Cova da Piedade et de Casa Pia en Campeonato de Portugal.

## Participants
| \| Académica Ac. Viseu Benfica B Casa Pia GD Chaves Cova SC Covilhã Estoril SC Farense CD Feirense Leixões SC CD Mafra UD Oliveirense FC Penafiel FC Porto B Varzim SC UD Vilafranquense \| Clubs participants du Portugal Continental. |
| Académica Ac. Viseu Benfica B Casa Pia GD Chaves Cova SC Covilhã Estoril SC Farense CD Feirense Leixões SC CD Mafra UD Oliveirense FC Penafiel FC Porto B Varzim SC UD Vilafranquense                                                   |

| Club                 | Se maintient depuis | Classement 2018-2019 | Entraîneur          | Depuis | Stade                         | Capacité théorique | Ville                |
| -------------------- | ------------------- | -------------------- | ------------------- | ------ | ----------------------------- | ------------------ | -------------------- |
| Académica de Coimbra | 2016                | 5e                   | João Carlos Pereira | 2019   | Cidade de Coimbra             | 29 744             | Coimbra              |
| Académico de Viseu   | 2013                | 11e                  | Rui Borges          | 2019   | Estádio do Fontelo            | 8 046              | Viseu                |
| SL Benfica B         | 2012                | 4e                   | Renato Paiva        | 2019   | Caixa Futebol Campus          | 2 708              | Seixal               |
| Casa Pia AC          | 2019                | 1er (D3)             | Ricardo Peres       | 2019   | Pina Manique                  | 2 574              | Lisbonne             |
| GD Chaves            | 2019                | 16e (D1)             | César Peixoto       | 2019   | Eng.° Manuel Branco Teixeira  | 8 400              | Chaves               |
| CD Cova da Piedade   | 2016                | 13e                  | João Alves          | 2020   | Municipal José Martins Vieira | 3 500              | Cova da Piedade      |
| SC Covilhã           | 2008                | 6e                   | Daúto Faquirá       | 2019   | José dos Santos Pinto         | 2 055              | Covilhã              |
| GD Estoril Praia     | 2018                | 3e                   | Pedro Duarte        | 2020   | António Coimbra da Mota       | 8 000              | Estoril - Cascais    |
| SC Farense           | 2018                | 10e                  | Sérgio Vieira       | 2019   | Estádio de São Luís           | 12 000             | Faro                 |
| CD Feirense          | 2019                | 18e (D1)             | Filipe Rocha        | 2019   | Marcolino de Castro           | 5 401              | Santa Maria da Feira |
| Leixões SC           | 2010                | 7e                   | Manuel Cajuda       | 2020   | Estádio do Mar                | 9 821              | Matosinhos           |
| CD Mafra             | 2018                | 14e                  | Vasco Seabra        | 2019   | Doutor Mário Silveira         | 3 000              | Mafra                |
| CD Nacional          | 2019                | 17e (D1)             | Luís Freire         | 2019   | Estádio da Madeira            | 5 586              | Funchal              |
| UD Oliveirense       | 2017                | 12e                  | Pedro Miguel        | 2016   | Estádio Carlos Osório         | 1 435              | Oliveira de Azeméis  |
| FC Penafiel          | 2015                | 8e                   | Miguel Leal         | 2019   | Municipal 25 de abril         | 5 230              | Penafiel             |
| FC Porto B           | 2012                | 9e                   | Rui Barros          | 2018   | Municipal Dr.Jorge Sampaio    | 8 272              | Vila Nova de Gaia    |
| Varzim SC            | 2015                | 15e                  | Paulo Alves         | 2019   | Estádio do Varzim SC          | 7 280              | Póvoa de Varzim      |
| UD Vilafranquense    | 2019                | 2e (D3)              | Filipe Moreira      | 2019   | Campo do Cevadeiro            | 2 270              | Vila Franca de Xira  |

| \| CD Nacional \| Clubs participants de l'île de Madère. |
| CD Nacional                                              |

## Classement
Le classement est calculé avec le barème de points suivant : une victoire vaut trois points, un match nul vaut un point et une défaite ne rapporte aucun point.
En cas d'égalité au nombre de points, les équipes sont départagées selon les critères suivants et dans l'ordre suivant :
1. Nombre de points lors des face-à-face
2. Différence de buts lors des face-à-face
3. Nombre de buts marqués sur le terrain de l'adversaire lors des face-à-face
4. Différence de buts générale
5. Plus grand nombre de victoires au classement général
6. Nombre de buts marqués au classement général

| Rang | Équipe                | Pts | J  | G  | N  | P  | Bp | Bc | Diff |
| ---- | --------------------- | --- | -- | -- | -- | -- | -- | -- | ---- |
| 1    | CD Nacional R         | 50  | 24 | 14 | 8  | 2  | 36 | 16 | +20  |
| 2    | SC Farense            | 48  | 24 | 15 | 3  | 6  | 35 | 22 | +13  |
| 3    | CD Feirense R         | 42  | 24 | 11 | 9  | 4  | 27 | 18 | +9   |
| 4    | GD Estoril Praia      | 39  | 24 | 12 | 3  | 9  | 35 | 26 | +9   |
| 5    | CD Mafra              | 39  | 24 | 10 | 9  | 5  | 33 | 24 | +9   |
| 6    | Varzim SC             | 38  | 24 | 10 | 7  | 7  | 32 | 31 | +1   |
| 7    | Académica de Coimbra  | 35  | 24 | 10 | 5  | 9  | 34 | 26 | +8   |
| 8    | Académico de Viseu FC | 34  | 24 | 9  | 7  | 8  | 21 | 24 | -3   |
| 9    | Leixões SC            | 33  | 24 | 8  | 9  | 7  | 23 | 22 | +1   |
| 10   | UD Oliveirense        | 32  | 24 | 9  | 5  | 10 | 36 | 31 | +5   |
| 11   | SC Covilhã            | 32  | 24 | 9  | 5  | 10 | 29 | 27 | +2   |
| 12   | GD Chaves R           | 32  | 24 | 9  | 5  | 10 | 26 | 26 | 0    |
| 13   | FC Porto B            | 29  | 24 | 7  | 8  | 9  | 35 | 36 | -1   |
| 14   | FC Penafiel           | 28  | 24 | 6  | 10 | 8  | 23 | 24 | -1   |
| 15   | SL Benfica B          | 28  | 24 | 7  | 7  | 10 | 31 | 35 | -4   |
| 16   | UD Vilafranquense P   | 24  | 24 | 6  | 6  | 12 | 27 | 45 | -18  |
| 17   | CD Cova da Piedade    | 17  | 24 | 4  | 5  | 15 | 20 | 42 | -22  |
| 18   | Casa Pia AC P         | 11  | 24 | 2  | 5  | 17 | 19 | 47 | -28  |

| Légende : Promotions et relégations | Légende : Promotions et relégations                                  |
| ----------------------------------- | -------------------------------------------------------------------- |
|                                     | Promu en Liga NOS 2020-2021                                          |
|                                     | Relégué en 3e division                                               |
|                                     | Équipe réserve ne pouvant pas être promue                            |
|                                     | R : Relégué de Liga NOS 2018-2019 P : Promu de 3e division 2018-2019 |

### Matchs
| Résultats (▼dom., ►ext.)                                   | Aca  | AcV  | BenB | CaP  | Cha  | CdP  | Cov  | Est  | Far  | Fei  | Lei  | Maf  | Nac  | Oli  | Pen  | PorB | Var  | Vil  |
| Académica                                                  |      | 2-0  | 1-0  | 3-1  | 1-2  | 3-0  | Ann. | Ann. | 1-2  | 1-1  | 3-2  | 0-0  | 1-2  | 4-3  | 3-0  | Ann. | Ann. | Ann. |
| Académico Viseu                                            | 0-0  |      | 1-1  | 1-0  | 0-0  | 4-1  | 1-3  | Ann. | 1-0  | 0-1  | Ann. | Ann. | 0-0  | Ann. | 1-0  | 0-2  | Ann. | 0-2  |
| Benfica B                                                  | Ann. | 0-0  |      | 4-0  | 1-3  | 2-0  | Ann. | 2-1  | Ann. | Ann. | 0-1  | 2-2  | 1-0  | 2-1  | Ann. | Ann. | 3-3  | 4-0  |
| Casa Pia                                                   | Ann. | 2-3  | Ann. |      | Ann. | 1-1  | 1-4  | 0-1  | 0-2  | Ann. | Ann. | 0-1  | 0-1  | 1-3  | 1-2  | 1-3  | 2-2  | 3-2  |
| GD Chaves                                                  | 1-2  | Ann. | Ann. | 2-0  |      | Ann. | 2-3  | 2-0  | Ann. | 1-2  | 0-0  | 2-1  | 0-2  | 0-2  | 2-1  | Ann. | 1-1  | 2-1  |
| Cova da Piedade                                            | Ann. | Ann. | 2-0  | 0-1  | 0-2  |      | 2-1  | 0-2  | 0-2  | 2-1  | Ann. | 1-1  | 3-1  | Ann. | 2-2  | Ann. | 1-2  | 0-0  |
| SC Covilhã                                                 | 1-2  | 0-1  | 2-2  | Ann. | 0-2  | 1-0  |      | 1-0  | Ann. | 1-2  | 2-3  | Ann. | Ann. | 1-0  | 0-0  | 2-0  | Ann. | 1-0  |
| Estoril Praia                                              | 1-0  | 3-1  | 1-0  | 4-1  | Ann. | Ann. | Ann. |      | 1-2  | 0-2  | 1-1  | Ann. | 1-2  | 3-0  | Ann. | 2-1  | 3-1  | 2-0  |
| SC Farense                                                 | Ann. | 3-1  | 0-3  | 3-1  | 1-0  | Ann. | 0-0  | 0-2  |      | 1-0  | 1-0  | 2-1  | Ann. | 3-1  | Ann. | 1-3  | Ann. | 3-0  |
| CD Feirense                                                | 1-0  | 0-0  | 1-1  | 1-1  | 1-0  | 2-1  | Ann. | Ann. | Ann. |      | 1-0  | 1-2  | 1-1  | Ann. | Ann. | 1-0  | 1-2  | 2-0  |
| Leixões SC                                                 | 1-1  | 0-1  | 1-0  | 1-0  | Ann. | 0-0  | 0-0  | Ann. | 1-1  | 2-2  |      | 0-2  | 1-1  | 3-2  | 0-1  | Ann. | 1-0  | Ann. |
| CD Mafra                                                   | 1-0  | 1-1  | Ann. | Ann. | 1-0  | 3-2  | 2-2  | 3-1  | Ann. | 0-1  | Ann. |      | 1-1  | Ann. | 1-0  | 3-1  | 1-1  | 1-1  |
| CD Nacional                                                | 1-0  | Ann. | 3-1  | Ann. | 3-0  | Ann. | 1-0  | Ann. | 1-0  | Ann. | 1-0  | 0-0  |      | 0-0  | 2-1  | 4-1  | 1-1  | 5-1  |
| UD Oliveirense                                             | Ann. | 2-0  | 5-0  | 2-1  | Ann. | 2-0  | 0-2  | 1-1  | 0-1  | 1-1  | Ann. | 1-3  | Ann. |      | 2-1  | 0-0  | 4-0  | Ann. |
| FC Penafiel                                                | 0-0  | 0-2  | 1-1  | 1-1  | 0-0  | 3-0  | Ann. | 1-0  | 3-0  | 0-0  | Ann. | 2-1  | 1-1  | Ann. |      | 2-2  | Ann. | Ann. |
| FC Porto B                                                 | 1-3  | Ann. | 2-1  | 0-0  | 1-1  | 4-1  | 4-2  | 1-1  | 1-1  | Ann. | 1-3  | Ann. | Ann. | 1-2  | Ann. |      | 1-1  | 1-1  |
| Varzim SC                                                  | 2-1  | 1-2  | Ann. | Ann. | 2-1  | 2-1  | 1-0  | 3-0  | 1-3  | Ann. | 0-1  | 2-1  | Ann. | 0-0  | 1-0  | 0-2  |      | Ann. |
| UD Vilafranquense                                          | 3-2  | Ann. | 4-0  | Ann. | Ann. | Ann. | 1-0  | 1-4  | 0-3  | 1-1  | 1-1  | Ann. | 1-2  | 3-2  | 1-1  | 3-2  | 0-3  |      |
| - Victoire à domicile - Match nul - Victoire à l'extérieur |      |      |      |      |      |      |      |      |      |      |      |      |      |      |      |      |      |      |

### Évolution du classement
| → Journées     | 1  | 2  | 3  | 4  | 5  | 6  | 7  | 8  | 9  | 10 | 11 | 12 | 13 | 14 | 15 | 16 | 17 | 18 | 19 | 20 | 21 | 22 | 23 | 24 | 25 | 26 | 27 | 28 | 29 | 30 | 31 | 32 | 33 | 34 |
| Équipe         |    |    |    |    |    |    |    |    |    |    |    |    |    |    |    |    |    |    |    |    |    |    |    |    | | | | | | | | | | |
| -------------- | -- | -- | -- | -- | -- | -- | -- | -- | -- | -- | -- | -- | -- | -- | -- | -- | -- | -- | -- | -- | -- | -- | -- | -- | --- | --- | --- | --- | --- | --- | --- | --- | --- | --- |
| Académica      | 6  | 5  | 9  | 14 | 15 | 15 | 14 | 14 | 9  | 15 | 16 | 16 | 13 | 10 | 9  | 7  | 8  | 9  | 6  | 5  | 6  | 7  | 7  | 7  | Championnat définitivement arrêté début mai par la Fédération portugaise de football en raison de la pandémie de coronavirus | Championnat définitivement arrêté début mai par la Fédération portugaise de football en raison de la pandémie de coronavirus | Championnat définitivement arrêté début mai par la Fédération portugaise de football en raison de la pandémie de coronavirus | Championnat définitivement arrêté début mai par la Fédération portugaise de football en raison de la pandémie de coronavirus | Championnat définitivement arrêté début mai par la Fédération portugaise de football en raison de la pandémie de coronavirus | Championnat définitivement arrêté début mai par la Fédération portugaise de football en raison de la pandémie de coronavirus | Championnat définitivement arrêté début mai par la Fédération portugaise de football en raison de la pandémie de coronavirus | Championnat définitivement arrêté début mai par la Fédération portugaise de football en raison de la pandémie de coronavirus | Championnat définitivement arrêté début mai par la Fédération portugaise de football en raison de la pandémie de coronavirus | Championnat définitivement arrêté début mai par la Fédération portugaise de football en raison de la pandémie de coronavirus |
| Aca. Viseu     | 3  | 4  | 7  | 13 | 11 | 8  | 5  | 7  | 11 | 10 | 13 | 10 | 9  | 9  | 11 | 10 | 11 | 7  | 9  | 10 | 9  | 9  | 12 | 8  | Championnat définitivement arrêté début mai par la Fédération portugaise de football en raison de la pandémie de coronavirus | Championnat définitivement arrêté début mai par la Fédération portugaise de football en raison de la pandémie de coronavirus | Championnat définitivement arrêté début mai par la Fédération portugaise de football en raison de la pandémie de coronavirus | Championnat définitivement arrêté début mai par la Fédération portugaise de football en raison de la pandémie de coronavirus | Championnat définitivement arrêté début mai par la Fédération portugaise de football en raison de la pandémie de coronavirus | Championnat définitivement arrêté début mai par la Fédération portugaise de football en raison de la pandémie de coronavirus | Championnat définitivement arrêté début mai par la Fédération portugaise de football en raison de la pandémie de coronavirus | Championnat définitivement arrêté début mai par la Fédération portugaise de football en raison de la pandémie de coronavirus | Championnat définitivement arrêté début mai par la Fédération portugaise de football en raison de la pandémie de coronavirus | Championnat définitivement arrêté début mai par la Fédération portugaise de football en raison de la pandémie de coronavirus |
| Benfica B      | 8  | 12 | 5  | 9  | 10 | 11 | 9  | 13 | 14 | 12 | 14 | 15 | 16 | 16 | 13 | 13 | 13 | 14 | 13 | 15 | 14 | 13 | 15 | 15 | Championnat définitivement arrêté début mai par la Fédération portugaise de football en raison de la pandémie de coronavirus | Championnat définitivement arrêté début mai par la Fédération portugaise de football en raison de la pandémie de coronavirus | Championnat définitivement arrêté début mai par la Fédération portugaise de football en raison de la pandémie de coronavirus | Championnat définitivement arrêté début mai par la Fédération portugaise de football en raison de la pandémie de coronavirus | Championnat définitivement arrêté début mai par la Fédération portugaise de football en raison de la pandémie de coronavirus | Championnat définitivement arrêté début mai par la Fédération portugaise de football en raison de la pandémie de coronavirus | Championnat définitivement arrêté début mai par la Fédération portugaise de football en raison de la pandémie de coronavirus | Championnat définitivement arrêté début mai par la Fédération portugaise de football en raison de la pandémie de coronavirus | Championnat définitivement arrêté début mai par la Fédération portugaise de football en raison de la pandémie de coronavirus | Championnat définitivement arrêté début mai par la Fédération portugaise de football en raison de la pandémie de coronavirus |
| Casa Pia       | 14 | 18 | 18 | 17 | 18 | 17 | 18 | 18 | 17 | 17 | 17 | 17 | 17 | 17 | 17 | 17 | 18 | 18 | 18 | 18 | 18 | 18 | 18 | 18 | Championnat définitivement arrêté début mai par la Fédération portugaise de football en raison de la pandémie de coronavirus | Championnat définitivement arrêté début mai par la Fédération portugaise de football en raison de la pandémie de coronavirus | Championnat définitivement arrêté début mai par la Fédération portugaise de football en raison de la pandémie de coronavirus | Championnat définitivement arrêté début mai par la Fédération portugaise de football en raison de la pandémie de coronavirus | Championnat définitivement arrêté début mai par la Fédération portugaise de football en raison de la pandémie de coronavirus | Championnat définitivement arrêté début mai par la Fédération portugaise de football en raison de la pandémie de coronavirus | Championnat définitivement arrêté début mai par la Fédération portugaise de football en raison de la pandémie de coronavirus | Championnat définitivement arrêté début mai par la Fédération portugaise de football en raison de la pandémie de coronavirus | Championnat définitivement arrêté début mai par la Fédération portugaise de football en raison de la pandémie de coronavirus | Championnat définitivement arrêté début mai par la Fédération portugaise de football en raison de la pandémie de coronavirus |
| GD Chaves      | 18 | 11 | 4  | 3  | 6  | 9  | 12 | 8  | 6  | 6  | 7  | 8  | 8  | 7  | 5  | 6  | 6  | 6  | 8  | 9  | 12 | 14 | 11 | 12 | Championnat définitivement arrêté début mai par la Fédération portugaise de football en raison de la pandémie de coronavirus | Championnat définitivement arrêté début mai par la Fédération portugaise de football en raison de la pandémie de coronavirus | Championnat définitivement arrêté début mai par la Fédération portugaise de football en raison de la pandémie de coronavirus | Championnat définitivement arrêté début mai par la Fédération portugaise de football en raison de la pandémie de coronavirus | Championnat définitivement arrêté début mai par la Fédération portugaise de football en raison de la pandémie de coronavirus | Championnat définitivement arrêté début mai par la Fédération portugaise de football en raison de la pandémie de coronavirus | Championnat définitivement arrêté début mai par la Fédération portugaise de football en raison de la pandémie de coronavirus | Championnat définitivement arrêté début mai par la Fédération portugaise de football en raison de la pandémie de coronavirus | Championnat définitivement arrêté début mai par la Fédération portugaise de football en raison de la pandémie de coronavirus | Championnat définitivement arrêté début mai par la Fédération portugaise de football en raison de la pandémie de coronavirus |
| Cova Pied.     | 11 | 8  | 15 | 8  | 12 | 14 | 15 | 16 | 18 | 18 | 18 | 18 | 18 | 18 | 18 | 18 | 17 | 17 | 17 | 17 | 17 | 17 | 17 | 17 | Championnat définitivement arrêté début mai par la Fédération portugaise de football en raison de la pandémie de coronavirus | Championnat définitivement arrêté début mai par la Fédération portugaise de football en raison de la pandémie de coronavirus | Championnat définitivement arrêté début mai par la Fédération portugaise de football en raison de la pandémie de coronavirus | Championnat définitivement arrêté début mai par la Fédération portugaise de football en raison de la pandémie de coronavirus | Championnat définitivement arrêté début mai par la Fédération portugaise de football en raison de la pandémie de coronavirus | Championnat définitivement arrêté début mai par la Fédération portugaise de football en raison de la pandémie de coronavirus | Championnat définitivement arrêté début mai par la Fédération portugaise de football en raison de la pandémie de coronavirus | Championnat définitivement arrêté début mai par la Fédération portugaise de football en raison de la pandémie de coronavirus | Championnat définitivement arrêté début mai par la Fédération portugaise de football en raison de la pandémie de coronavirus | Championnat définitivement arrêté début mai par la Fédération portugaise de football en raison de la pandémie de coronavirus |
| SC Covilhã     | 4  | 1  | 1  | 1  | 1  | 1  | 1  | 1  | 2  | 3  | 5  | 6  | 7  | 8  | 6  | 3  | 4  | 4  | 5  | 6  | 7  | 8  | 9  | 11 | Championnat définitivement arrêté début mai par la Fédération portugaise de football en raison de la pandémie de coronavirus | Championnat définitivement arrêté début mai par la Fédération portugaise de football en raison de la pandémie de coronavirus | Championnat définitivement arrêté début mai par la Fédération portugaise de football en raison de la pandémie de coronavirus | Championnat définitivement arrêté début mai par la Fédération portugaise de football en raison de la pandémie de coronavirus | Championnat définitivement arrêté début mai par la Fédération portugaise de football en raison de la pandémie de coronavirus | Championnat définitivement arrêté début mai par la Fédération portugaise de football en raison de la pandémie de coronavirus | Championnat définitivement arrêté début mai par la Fédération portugaise de football en raison de la pandémie de coronavirus | Championnat définitivement arrêté début mai par la Fédération portugaise de football en raison de la pandémie de coronavirus | Championnat définitivement arrêté début mai par la Fédération portugaise de football en raison de la pandémie de coronavirus | Championnat définitivement arrêté début mai par la Fédération portugaise de football en raison de la pandémie de coronavirus |
| Estoril Praia  | 13 | 17 | 14 | 6  | 4  | 3  | 2  | 3  | 3  | 2  | 2  | 3  | 4  | 6  | 8  | 11 | 7  | 5  | 4  | 4  | 4  | 5  | 5  | 4  | Championnat définitivement arrêté début mai par la Fédération portugaise de football en raison de la pandémie de coronavirus | Championnat définitivement arrêté début mai par la Fédération portugaise de football en raison de la pandémie de coronavirus | Championnat définitivement arrêté début mai par la Fédération portugaise de football en raison de la pandémie de coronavirus | Championnat définitivement arrêté début mai par la Fédération portugaise de football en raison de la pandémie de coronavirus | Championnat définitivement arrêté début mai par la Fédération portugaise de football en raison de la pandémie de coronavirus | Championnat définitivement arrêté début mai par la Fédération portugaise de football en raison de la pandémie de coronavirus | Championnat définitivement arrêté début mai par la Fédération portugaise de football en raison de la pandémie de coronavirus | Championnat définitivement arrêté début mai par la Fédération portugaise de football en raison de la pandémie de coronavirus | Championnat définitivement arrêté début mai par la Fédération portugaise de football en raison de la pandémie de coronavirus | Championnat définitivement arrêté début mai par la Fédération portugaise de football en raison de la pandémie de coronavirus |
| SC Farense     | 2  | 2  | 3  | 2  | 2  | 4  | 3  | 2  | 1  | 1  | 1  | 1  | 1  | 1  | 1  | 2  | 1  | 1  | 2  | 2  | 2  | 2  | 2  | 2  | Championnat définitivement arrêté début mai par la Fédération portugaise de football en raison de la pandémie de coronavirus | Championnat définitivement arrêté début mai par la Fédération portugaise de football en raison de la pandémie de coronavirus | Championnat définitivement arrêté début mai par la Fédération portugaise de football en raison de la pandémie de coronavirus | Championnat définitivement arrêté début mai par la Fédération portugaise de football en raison de la pandémie de coronavirus | Championnat définitivement arrêté début mai par la Fédération portugaise de football en raison de la pandémie de coronavirus | Championnat définitivement arrêté début mai par la Fédération portugaise de football en raison de la pandémie de coronavirus | Championnat définitivement arrêté début mai par la Fédération portugaise de football en raison de la pandémie de coronavirus | Championnat définitivement arrêté début mai par la Fédération portugaise de football en raison de la pandémie de coronavirus | Championnat définitivement arrêté début mai par la Fédération portugaise de football en raison de la pandémie de coronavirus | Championnat définitivement arrêté début mai par la Fédération portugaise de football en raison de la pandémie de coronavirus |
| CD Feirense    | 4  | 7  | 8  | 10 | 7  | 6  | 10 | 10 | 12 | 11 | 9  | 9  | 12 | 13 | 12 | 12 | 12 | 12 | 7  | 7  | 5  | 4  | 4  | 3  | Championnat définitivement arrêté début mai par la Fédération portugaise de football en raison de la pandémie de coronavirus | Championnat définitivement arrêté début mai par la Fédération portugaise de football en raison de la pandémie de coronavirus | Championnat définitivement arrêté début mai par la Fédération portugaise de football en raison de la pandémie de coronavirus | Championnat définitivement arrêté début mai par la Fédération portugaise de football en raison de la pandémie de coronavirus | Championnat définitivement arrêté début mai par la Fédération portugaise de football en raison de la pandémie de coronavirus | Championnat définitivement arrêté début mai par la Fédération portugaise de football en raison de la pandémie de coronavirus | Championnat définitivement arrêté début mai par la Fédération portugaise de football en raison de la pandémie de coronavirus | Championnat définitivement arrêté début mai par la Fédération portugaise de football en raison de la pandémie de coronavirus | Championnat définitivement arrêté début mai par la Fédération portugaise de football en raison de la pandémie de coronavirus | Championnat définitivement arrêté début mai par la Fédération portugaise de football en raison de la pandémie de coronavirus |
| Leixões SC     | 11 | 14 | 9  | 11 | 8  | 5  | 6  | 5  | 4  | 4  | 4  | 5  | 6  | 4  | 7  | 8  | 10 | 10 | 12 | 8  | 11 | 11 | 8  | 9  | Championnat définitivement arrêté début mai par la Fédération portugaise de football en raison de la pandémie de coronavirus | Championnat définitivement arrêté début mai par la Fédération portugaise de football en raison de la pandémie de coronavirus | Championnat définitivement arrêté début mai par la Fédération portugaise de football en raison de la pandémie de coronavirus | Championnat définitivement arrêté début mai par la Fédération portugaise de football en raison de la pandémie de coronavirus | Championnat définitivement arrêté début mai par la Fédération portugaise de football en raison de la pandémie de coronavirus | Championnat définitivement arrêté début mai par la Fédération portugaise de football en raison de la pandémie de coronavirus | Championnat définitivement arrêté début mai par la Fédération portugaise de football en raison de la pandémie de coronavirus | Championnat définitivement arrêté début mai par la Fédération portugaise de football en raison de la pandémie de coronavirus | Championnat définitivement arrêté début mai par la Fédération portugaise de football en raison de la pandémie de coronavirus | Championnat définitivement arrêté début mai par la Fédération portugaise de football en raison de la pandémie de coronavirus |
| CD Mafra       | 6  | 8  | 9  | 5  | 9  | 10 | 7  | 6  | 9  | 8  | 8  | 7  | 5  | 3  | 3  | 4  | 3  | 3  | 3  | 3  | 3  | 3  | 3  | 5  | Championnat définitivement arrêté début mai par la Fédération portugaise de football en raison de la pandémie de coronavirus | Championnat définitivement arrêté début mai par la Fédération portugaise de football en raison de la pandémie de coronavirus | Championnat définitivement arrêté début mai par la Fédération portugaise de football en raison de la pandémie de coronavirus | Championnat définitivement arrêté début mai par la Fédération portugaise de football en raison de la pandémie de coronavirus | Championnat définitivement arrêté début mai par la Fédération portugaise de football en raison de la pandémie de coronavirus | Championnat définitivement arrêté début mai par la Fédération portugaise de football en raison de la pandémie de coronavirus | Championnat définitivement arrêté début mai par la Fédération portugaise de football en raison de la pandémie de coronavirus | Championnat définitivement arrêté début mai par la Fédération portugaise de football en raison de la pandémie de coronavirus | Championnat définitivement arrêté début mai par la Fédération portugaise de football en raison de la pandémie de coronavirus | Championnat définitivement arrêté début mai par la Fédération portugaise de football en raison de la pandémie de coronavirus |
| CD Nacional    | 1  | 3  | 6  | 4  | 3  | 2  | 4  | 4  | 5  | 5  | 3  | 2  | 2  | 2  | 2  | 1  | 2  | 2  | 1  | 1  | 1  | 1  | 1  | 1  | Championnat définitivement arrêté début mai par la Fédération portugaise de football en raison de la pandémie de coronavirus | Championnat définitivement arrêté début mai par la Fédération portugaise de football en raison de la pandémie de coronavirus | Championnat définitivement arrêté début mai par la Fédération portugaise de football en raison de la pandémie de coronavirus | Championnat définitivement arrêté début mai par la Fédération portugaise de football en raison de la pandémie de coronavirus | Championnat définitivement arrêté début mai par la Fédération portugaise de football en raison de la pandémie de coronavirus | Championnat définitivement arrêté début mai par la Fédération portugaise de football en raison de la pandémie de coronavirus | Championnat définitivement arrêté début mai par la Fédération portugaise de football en raison de la pandémie de coronavirus | Championnat définitivement arrêté début mai par la Fédération portugaise de football en raison de la pandémie de coronavirus | Championnat définitivement arrêté début mai par la Fédération portugaise de football en raison de la pandémie de coronavirus | Championnat définitivement arrêté début mai par la Fédération portugaise de football en raison de la pandémie de coronavirus |
| Oliveirense    | 9  | 16 | 17 | 18 | 16 | 16 | 16 | 17 | 15 | 16 | 15 | 13 | 10 | 12 | 14 | 14 | 14 | 13 | 15 | 13 | 15 | 12 | 10 | 10 | Championnat définitivement arrêté début mai par la Fédération portugaise de football en raison de la pandémie de coronavirus | Championnat définitivement arrêté début mai par la Fédération portugaise de football en raison de la pandémie de coronavirus | Championnat définitivement arrêté début mai par la Fédération portugaise de football en raison de la pandémie de coronavirus | Championnat définitivement arrêté début mai par la Fédération portugaise de football en raison de la pandémie de coronavirus | Championnat définitivement arrêté début mai par la Fédération portugaise de football en raison de la pandémie de coronavirus | Championnat définitivement arrêté début mai par la Fédération portugaise de football en raison de la pandémie de coronavirus | Championnat définitivement arrêté début mai par la Fédération portugaise de football en raison de la pandémie de coronavirus | Championnat définitivement arrêté début mai par la Fédération portugaise de football en raison de la pandémie de coronavirus | Championnat définitivement arrêté début mai par la Fédération portugaise de football en raison de la pandémie de coronavirus | Championnat définitivement arrêté début mai par la Fédération portugaise de football en raison de la pandémie de coronavirus |
| FC Penafiel    | 15 | 10 | 2  | 6  | 4  | 7  | 8  | 9  | 8  | 9  | 11 | 12 | 15 | 11 | 10 | 9  | 9  | 11 | 11 | 12 | 13 | 15 | 14 | 14 | Championnat définitivement arrêté début mai par la Fédération portugaise de football en raison de la pandémie de coronavirus | Championnat définitivement arrêté début mai par la Fédération portugaise de football en raison de la pandémie de coronavirus | Championnat définitivement arrêté début mai par la Fédération portugaise de football en raison de la pandémie de coronavirus | Championnat définitivement arrêté début mai par la Fédération portugaise de football en raison de la pandémie de coronavirus | Championnat définitivement arrêté début mai par la Fédération portugaise de football en raison de la pandémie de coronavirus | Championnat définitivement arrêté début mai par la Fédération portugaise de football en raison de la pandémie de coronavirus | Championnat définitivement arrêté début mai par la Fédération portugaise de football en raison de la pandémie de coronavirus | Championnat définitivement arrêté début mai par la Fédération portugaise de football en raison de la pandémie de coronavirus | Championnat définitivement arrêté début mai par la Fédération portugaise de football en raison de la pandémie de coronavirus | Championnat définitivement arrêté début mai par la Fédération portugaise de football en raison de la pandémie de coronavirus |
| FC Porto B     | 15 | 15 | 9  | 12 | 14 | 12 | 13 | 10 | 13 | 13 | 10 | 11 | 11 | 14 | 15 | 16 | 15 | 15 | 14 | 14 | 10 | 10 | 13 | 13 | Championnat définitivement arrêté début mai par la Fédération portugaise de football en raison de la pandémie de coronavirus | Championnat définitivement arrêté début mai par la Fédération portugaise de football en raison de la pandémie de coronavirus | Championnat définitivement arrêté début mai par la Fédération portugaise de football en raison de la pandémie de coronavirus | Championnat définitivement arrêté début mai par la Fédération portugaise de football en raison de la pandémie de coronavirus | Championnat définitivement arrêté début mai par la Fédération portugaise de football en raison de la pandémie de coronavirus | Championnat définitivement arrêté début mai par la Fédération portugaise de football en raison de la pandémie de coronavirus | Championnat définitivement arrêté début mai par la Fédération portugaise de football en raison de la pandémie de coronavirus | Championnat définitivement arrêté début mai par la Fédération portugaise de football en raison de la pandémie de coronavirus | Championnat définitivement arrêté début mai par la Fédération portugaise de football en raison de la pandémie de coronavirus | Championnat définitivement arrêté début mai par la Fédération portugaise de football en raison de la pandémie de coronavirus |
| Varzim SC      | 9  | 13 | 16 | 16 | 13 | 13 | 11 | 12 | 7  | 7  | 6  | 4  | 3  | 5  | 4  | 5  | 5  | 8  | 10 | 11 | 8  | 6  | 6  | 6  | Championnat définitivement arrêté début mai par la Fédération portugaise de football en raison de la pandémie de coronavirus | Championnat définitivement arrêté début mai par la Fédération portugaise de football en raison de la pandémie de coronavirus | Championnat définitivement arrêté début mai par la Fédération portugaise de football en raison de la pandémie de coronavirus | Championnat définitivement arrêté début mai par la Fédération portugaise de football en raison de la pandémie de coronavirus | Championnat définitivement arrêté début mai par la Fédération portugaise de football en raison de la pandémie de coronavirus | Championnat définitivement arrêté début mai par la Fédération portugaise de football en raison de la pandémie de coronavirus | Championnat définitivement arrêté début mai par la Fédération portugaise de football en raison de la pandémie de coronavirus | Championnat définitivement arrêté début mai par la Fédération portugaise de football en raison de la pandémie de coronavirus | Championnat définitivement arrêté début mai par la Fédération portugaise de football en raison de la pandémie de coronavirus | Championnat définitivement arrêté début mai par la Fédération portugaise de football en raison de la pandémie de coronavirus |
| Vilafranquense | 15 | 6  | 13 | 15 | 17 | 18 | 17 | 15 | 16 | 14 | 12 | 14 | 14 | 15 | 16 | 15 | 16 | 16 | 16 | 16 | 16 | 16 | 16 | 16 | Championnat définitivement arrêté début mai par la Fédération portugaise de football en raison de la pandémie de coronavirus | Championnat définitivement arrêté début mai par la Fédération portugaise de football en raison de la pandémie de coronavirus | Championnat définitivement arrêté début mai par la Fédération portugaise de football en raison de la pandémie de coronavirus | Championnat définitivement arrêté début mai par la Fédération portugaise de football en raison de la pandémie de coronavirus | Championnat définitivement arrêté début mai par la Fédération portugaise de football en raison de la pandémie de coronavirus | Championnat définitivement arrêté début mai par la Fédération portugaise de football en raison de la pandémie de coronavirus | Championnat définitivement arrêté début mai par la Fédération portugaise de football en raison de la pandémie de coronavirus | Championnat définitivement arrêté début mai par la Fédération portugaise de football en raison de la pandémie de coronavirus | Championnat définitivement arrêté début mai par la Fédération portugaise de football en raison de la pandémie de coronavirus | Championnat définitivement arrêté début mai par la Fédération portugaise de football en raison de la pandémie de coronavirus |

Équipes classées ex æquo selon tous les points du règlement :
1. ↑  Covilhã et Feirense tous les deux à la 4e place du classement, Académica et Mafra tous les deux à la 6e place du classement, Oliveirense et Varzim tous les deux à la 9e place du classement, Cova da Piedade et Leixões tous les deux à la 11e place du classement ainsi que Penafiel, Porto B et Vilafranquense tous les trois à la 15e place du classement après la 1re journée ;
2. ↑  Cova da Piedade et Mafra tous les deux à la 8e place du classement après la 2e journée ;
3. ↑  Académica, Leixões, Mafra et Porto B tous les quatre à la 9e place du classement après la 3e journée ;
4. ↑  Estoril et Penafiel tous les deux à la 6e place du classement après la 4e journée ;
5. ↑  Estoril et Penafiel tous les deux à la 4e place du classement après la 5e journée ;
6. ↑  Feirense et Porto B tous les deux à la 10e place du classement après la 8e journée ;
7. ↑  Académica et Mafra tous les deux à la 9e place du classement après la 9e journée ;

## Statistiques

### Buts marqués par journée
Ce graphique représente le nombre de buts marqués lors de chaque journée.
* indique que toutes les rencontres de la journée n'ont pas encore été disputées.

### Meilleurs buteurs
Dernière mise à jour : 10 mars 2020
| Rang | Joueur           | Club               | Buts | Matchs | Minutes |
| ---- | ---------------- | ------------------ | ---- | ------ | ------- |
| 1    | Agdon            | UD Oliveirense     | 13   | 23     | 1909    |
| 2    | Brayan Riascos   | CD Nacional        | 12   | 22     | 1715    |
| 3    | Roberto          | GD Estoril Praia   | 12   | 22     | 1855    |
| 4    | Leonardo Ruiz    | Varzim SC          | 11   | 18     | 1529    |
| 5    | André Luís       | GD Chaves          | 11   | 24     | 1674    |
| 6    | Ryan Gauld       | SC Farense         | 9    | 21     | 1854    |
| 7    | Vítor Ferreira   | FC Porto B         | 8    | 14     | 1037    |
| 8    | Daniel dos Anjos | SL Benfica B       | 8    | 17     | 1391    |
| 9    | Edinho           | CD Cova da Piedade | 8    | 20     | 1417    |
| 10   | Levi Lumeka      | Varzim SC          | 8    | 23     | 1738    |

### Récompenses mensuelles
Le tableau suivant récapitule les différents vainqueurs des titres honorifiques de joueur et de but du mois.
| Mois      | Joueur du mois      | Joueur du mois   | But du mois      | But du mois  |
| Mois      | Joueur              | Club             | Entraîneur       | Club         |
| --------- | ------------------- | ---------------- | ---------------- | ------------ |
| Août      | Adriano Castanheira | SC Covilhã       | Umaro Embaló     | SL Benfica B |
| Septembre | Daniel Bragança     | GD Estoril Praia | Miguel Bandarra  | SC Farense   |
| Octobre   | Fabrício Isidoro    | SC Farense       | Kikas            | Casa Pia AC  |
| Décembre  | Levi Lumeka         | Varzim SC        | Miguel Bandarra  | SC Farense   |
| Janvier   | Kukula              | SC Covilhã       | Leonardo Acevedo | FC Vizela    |
| Février   | Agdon Menezes       | UD Oliveirense   | Rodrigo Dantas   | Casa Pia AC  |

### Récompenses annuelles
| Prix                      | Vainqueur       | Club             |
| ------------------------- | --------------- | ---------------- |
| Joueur de la saison       | Ryan Gauld      | SC Farense       |
| Jeune joueur de la saison | Daniel Bragança | GD Estoril Praia |
| But de la saison          | Rodrigo Dantas  | Casa Pia AC      |

## Bilan de la saison
- Meilleure attaque : CD Nacional & UD Oliveirense (36 buts inscrits)
- Meilleure défense : CD Nacional  (16 buts encaissés)
- Plus mauvaise attaque : Casa Pia AC (19 buts inscrits)
- Plus mauvaise défense : Casa Pia AC (47 buts encaissés)
- Premier but de la saison :  Bryan Róchez   59e pour le CD Nacional contre le GD Chaves (3-0) le 10 août 2019 (1re journée).
- Dernier but de la saison :  Ryan Gauld   83e pour le SC Farense contre le Leixões SC (1-1) le 9 mars 2020 (24e journée).
- Premier penalty :
  - Transformé :  Jorge Ribeiro   25e (pen.) pour Casa Pia AC contre le SC Farense (3-1) le 10 août 2019 (1re journée).
  - Raté :  Nuno Santos  41e  pour le SL Benfica B contre le CD Cova da Piedade (2-0) le 31 août 2019 (4e journée).
- Premier but sur coup franc direct :
- Premier but contre son camp :  Allef Nunes   4e (csc) de CD Cova da Piedade en faveur du CD Mafra (3-2) le 10 août 2019 (1re journée).
- But le plus rapide d'une rencontre :
- But le plus tardif d'une rencontre :
- Premier doublé :  Harramiz   33e   56e pour le Leixões SC contre l'Académica de Coimbra (3-2) le 11 août 2019 (1re journée).
- Doublé le plus rapide :
- Premier triplé :   Wilson Santos   2e   43e (pen.)   58e pour l'UD Vilafranquense contre le SL Benfica B (4-0) le 18 août 2019 (2e journée)
- Triplé le plus rapide : 25 minutes
  -  Ryan Gauld   53e (pen.)   68e   78e (pen.) pour le SC Farense contre l'Académico de Viseu (3-1) le 29 février 2020 (23e journée)
- Plus grand nombre de buts dans une rencontre pour un joueur : 3 buts
  -  Wilson Santos   2e   43e (pen.)   58e pour l'UD Vilafranquense contre le SL Benfica B (4-0) le 18 août 2019 (2e journée)
  -  Roberto   13e   31e   51e pour le GD Estoril Praia contre l'Académico de Viseu (3-1) le 3 novembre 2019 (9e journée)
  -  Brayan Riascos   9e   40e   55e pour le CD Nacional contre l'UD Vilafranquense (5-1) le 15 février 2020 (21e journée)
  -  Ryan Gauld   53e (pen.)   68e   78e (pen.) pour le SC Farense contre l'Académico de Viseu (3-1) le 29 février 2020 (23e journée)
- Premier carton jaune :  João Teixeira (GD Chaves)  21e lors de CD Nacional - GD Chaves (3-0) le 10 août 2019 (1re journée).
- Premier carton rouge :  João Costinha (GD Chaves)    58e,  75e lors de CD Nacional - GD Chaves (3-0) le 10 août 2019 (1re journée).
- Nombre de  durant la saison : 1 132 cartons jaunes
- Nombre de  durant la saison : 33 cartons rouges
- Doyen de la saison :  Ricardo (38 ans | Défenseur central | CD Feirense).
- Plus jeune joueur de la saison :  Rodrigo Pinheiro (16 ans | Défenseur latéral droit | FC Porto B).
- Plus large victoire à domicile : 5 buts d'écart
  - 5-0 lors de UD Oliveirense - SL Benfica B le 9 février 2020 (20e journée).
- Plus large victoire à l'extérieur : 3 buts d'écart
  - 1-4 lors de UD Vilafranquense - GD Estoril Praia le 22 septembre 2019 (6e journée)
  - 1-4 lors de Casa Pia AC - SC Covilhã le 5 janvier 2020 (15e journée)
  - 0-3 lors de UD Vilafranquense - Varzim SC le 5 janvier 2020 (15e journée)
  - 0-3 lors de UD Vilafranquense - SC Farense le 21 février 2020 (22e journée)
- Plus grand nombre de buts dans une rencontre : 7 buts
  - 4-3 lors de Académica de Coimbra - UD Oliveirense le 28 février 2020 (14e journée).
- Plus grand nombre de buts dans une mi-temps :
- Plus grand nombre de buts dans une mi-temps pour une équipe :
- Nombre de buts inscrits dans la saison : 522 buts (2,42 par match)
- Plus grande série de victoires consécutives : 6 matchs
  - Le SC Farense entre la 7e journée & 11e journée + 14e journée. (calendrier bouleversé pour cause de Coupe du Portugal)
  - Le CD Feirense entre la 19e journée & la 24e journée.
- Plus grande série de matchs nuls consécutifs : 5 matchs
  - Le SL Benfica B entre la 10e & la 14e journée.
- Plus grande série de défaites consécutives : 7 matchs
  - Le CD Cova da Piedade entre la 5e & la 11e journée.
- Plus grande série de matchs sans défaite : 14 matchs
  - Le CD Mafra entre la 10e journée & la 21e journée.
- Plus grande série de matchs sans victoire : 15 matchs
  - Le Casa Pia AC entre la 10e & la 24e journée.
- Champion : Titre non attribué